# Форт-Макдермітт (Невада)
Форт-Макдермітт (англ. Fort McDermitt) — переписна місцевість (CDP) в США, в окрузі Гумбольдт штату Невада. Населення — 267 осіб (2020).

## Географія
Форт-Макдермітт розташований за координатами 41°57′56″ пн. ш. 117°38′21″ зх. д. / 41.96556° пн. ш. 117.63917° зх. д. (41.965529, -117.639300).  За даними Бюро перепису населення США в 2010 році переписна місцевість мала площу 46,44 км², уся площа — суходіл.

## Демографія
Згідно з переписом 2010 року, у переписній місцевості мешкала 341 особа в 108 домогосподарствах у складі 82 родин. Густота населення становила 7 осіб/км².  Було 125 помешкань (3/км²).
Расовий склад населення:
| - 93,8 % — корінних американців - 0,6 % — білих - 0,3 % — чорних або афроамериканців |

До двох чи більше рас належало 4,4 %. Частка іспаномовних становила 3,8 % від усіх жителів.
За віковим діапазоном населення розподілялося таким чином: 29,6 % — особи молодші 18 років, 59,0 % — особи у віці 18—64 років, 11,4 % — особи у віці 65 років та старші. Медіана віку мешканця становила 33,6 року. На 100 осіб жіночої статі у переписній місцевості припадало 107,9 чоловіків;  на 100 жінок у віці від 18 років та старших — 96,7 чоловіків також старших 18 років.
Середній дохід на одне домашнє господарство  становив 27 861 долар США (медіана — 15 192), а середній дохід на одну сім'ю — 36 612 долари (медіана — 26 250). За межею бідності перебувало 46,0 % осіб, у тому числі 41,9 % дітей у віці до 18 років та 29,5 % осіб у віці 65 років та старших.
Цивільне працевлаштоване населення становило 104 особи. Основні галузі зайнятості: освіта, охорона здоров'я та соціальна допомога — 32,7 %, мистецтво, розваги та відпочинок — 22,1 %, публічна адміністрація — 20,2 %.